# الحصن، إب
الحصن هي إحدى قرى الجمهورية اليمنية. وهي تتبع جغرافيًا لمحافظة إب. وإداريًا لمديرية إب. يبلغ تعداد سكانها 962 نسمة حسب الإحصاء الذي جرى عام 2004.